# Teehaus (Fabrikantenvilla)
Die mit der Einfriedung unter Denkmalschutz stehende Fabrikantenvilla namens Teehaus, die der Fabrikant Otto E. Weber für sich auf dem Gelände seiner Kaffeesurrogatfabrik Otto E. Weber hatte bauen lassen, liegt in der Meißner Straße 47 im sächsischen Radebeul unmittelbar neben der Produktionshalle der heutigen Teehaus GmbH.

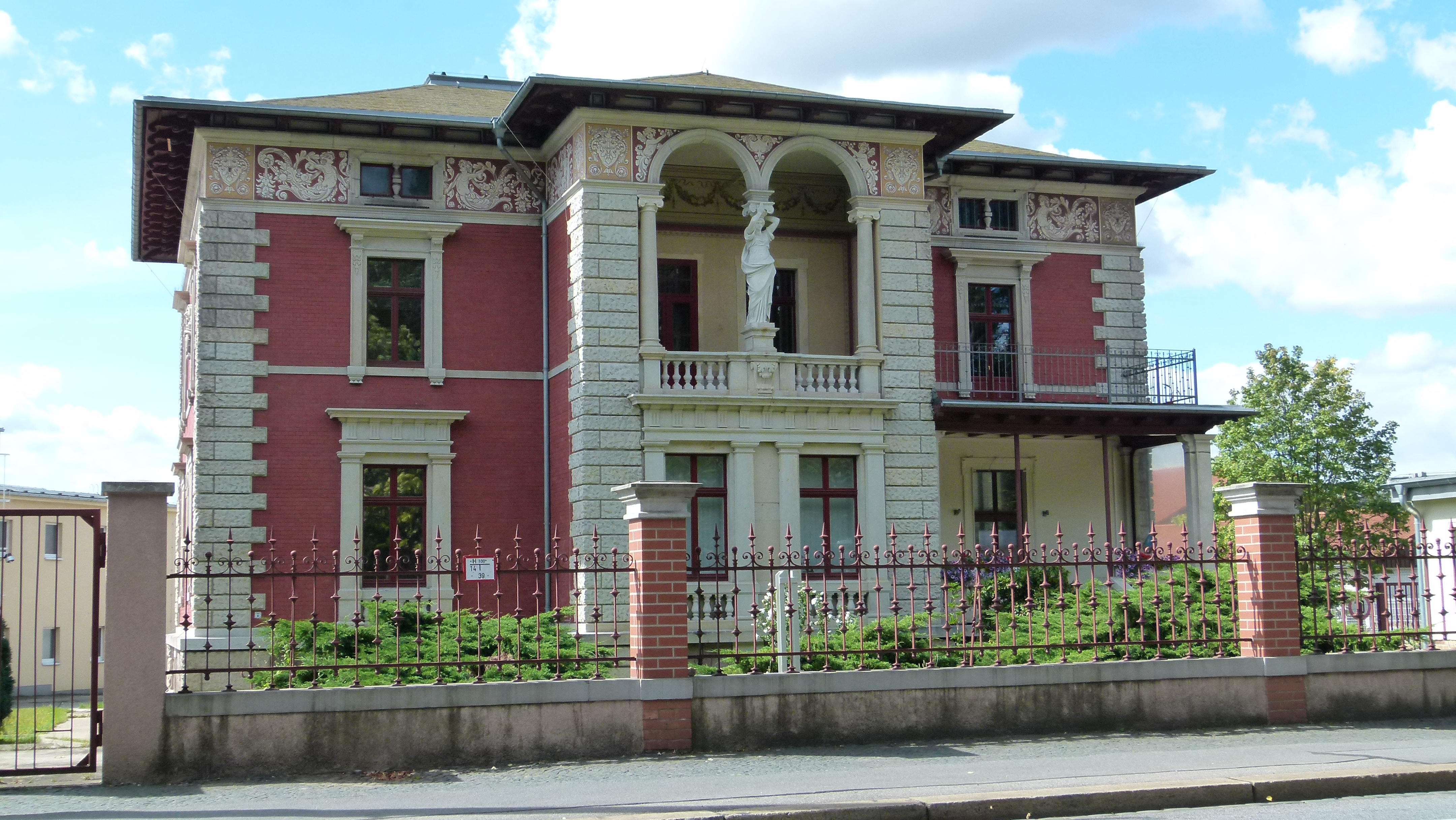
Das Teehaus nach der Fassadeninstandsetzung, insbesondere auch der Restauration der Drempelmalerei im Jahr 2011 (Foto 2012)

Die Gründerzeit-Villa des Architekten Carl Käfer war eine der aufwendigsten zeitgenössischen Villen der Region und ein Musterbeispiel der sogenannten Semper-Nicolai-Schule. Heute befinden sich im Erdgeschoss der regelmäßige Fabrikverkauf und im Obergeschoss die Verwaltung.

## Geschichte

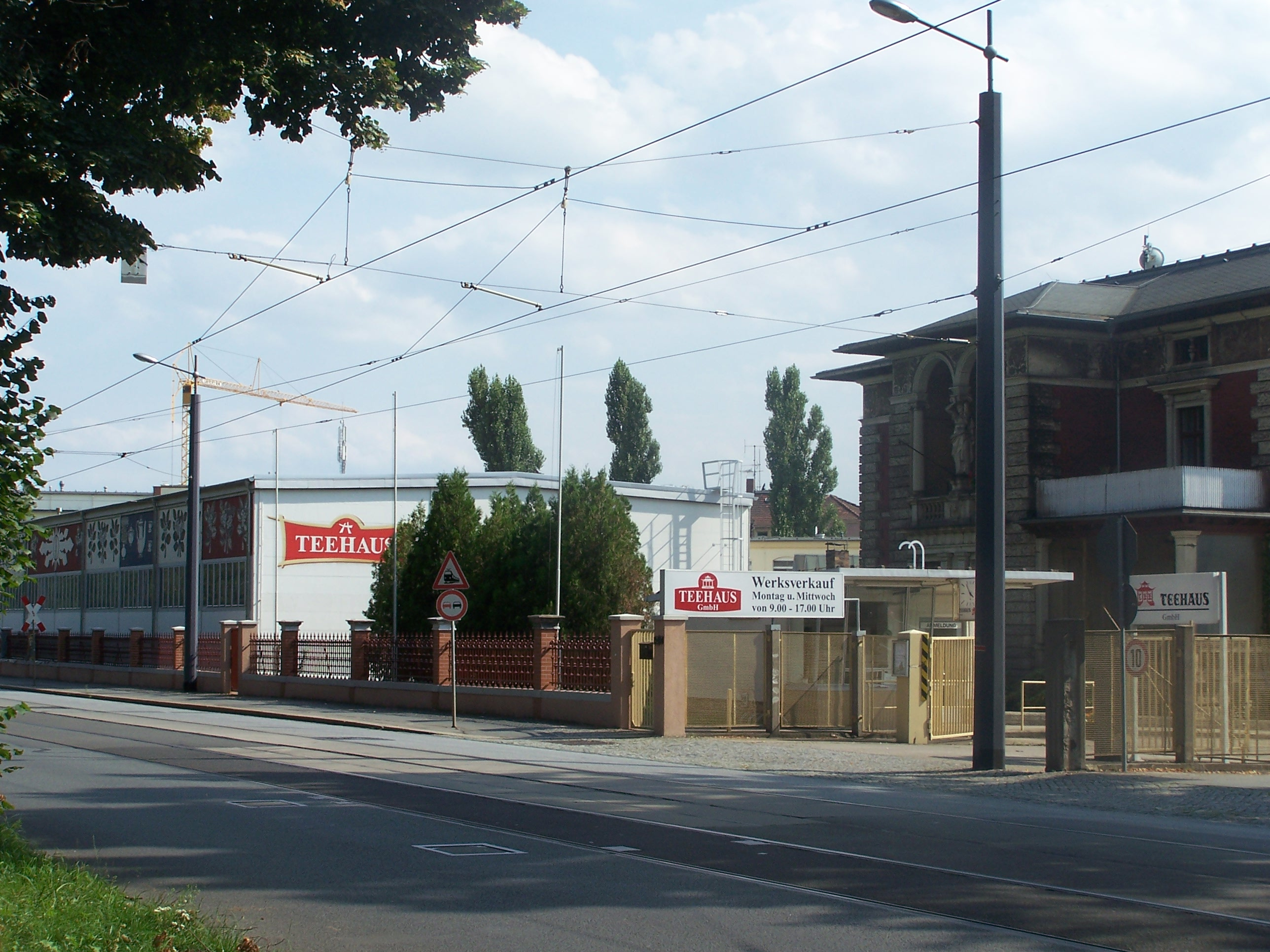
Die Fabrikantenvilla von Otto E. Weber (rechts) auf dem Gelände der Teehaus GmbH in Radebeul

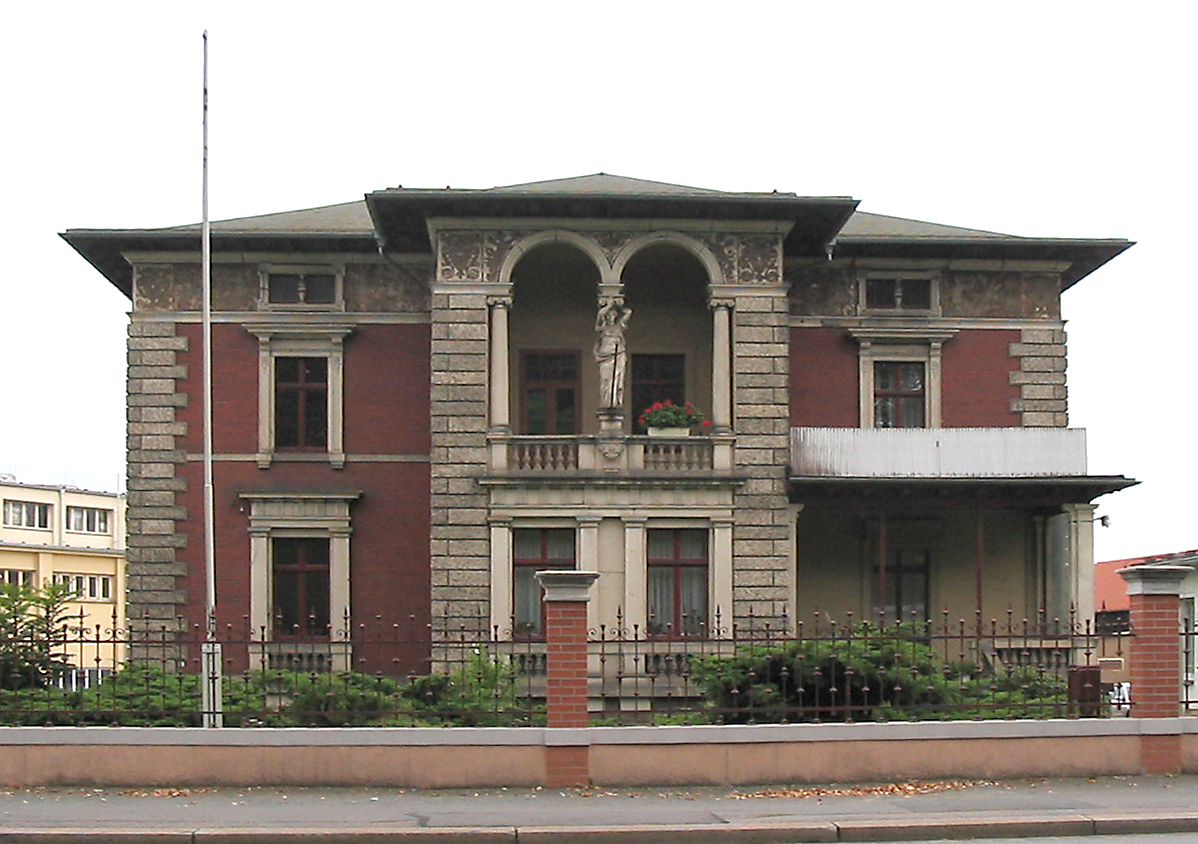
Das Teehaus im Jahr 2008

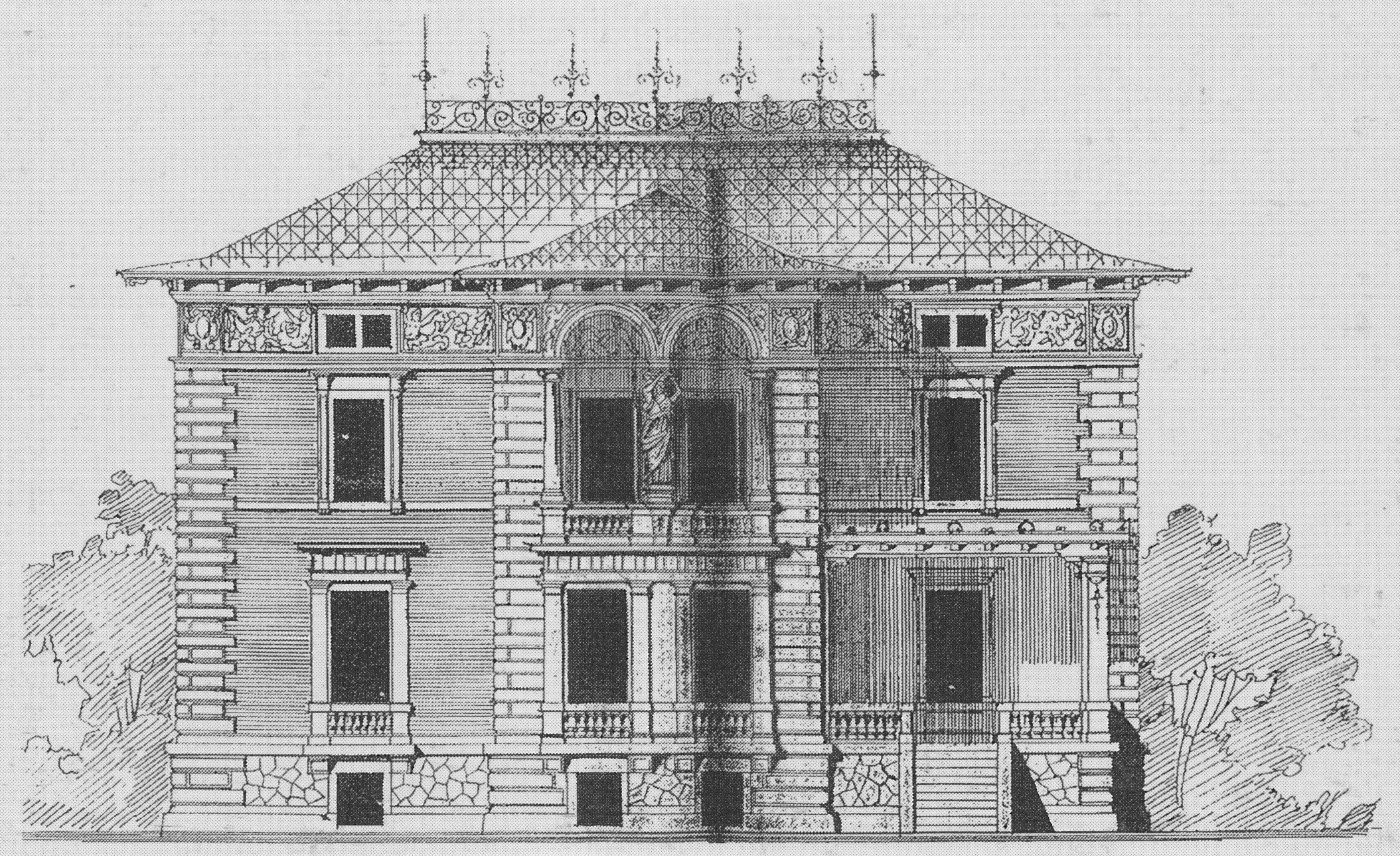
Bauzeichnung, 1889

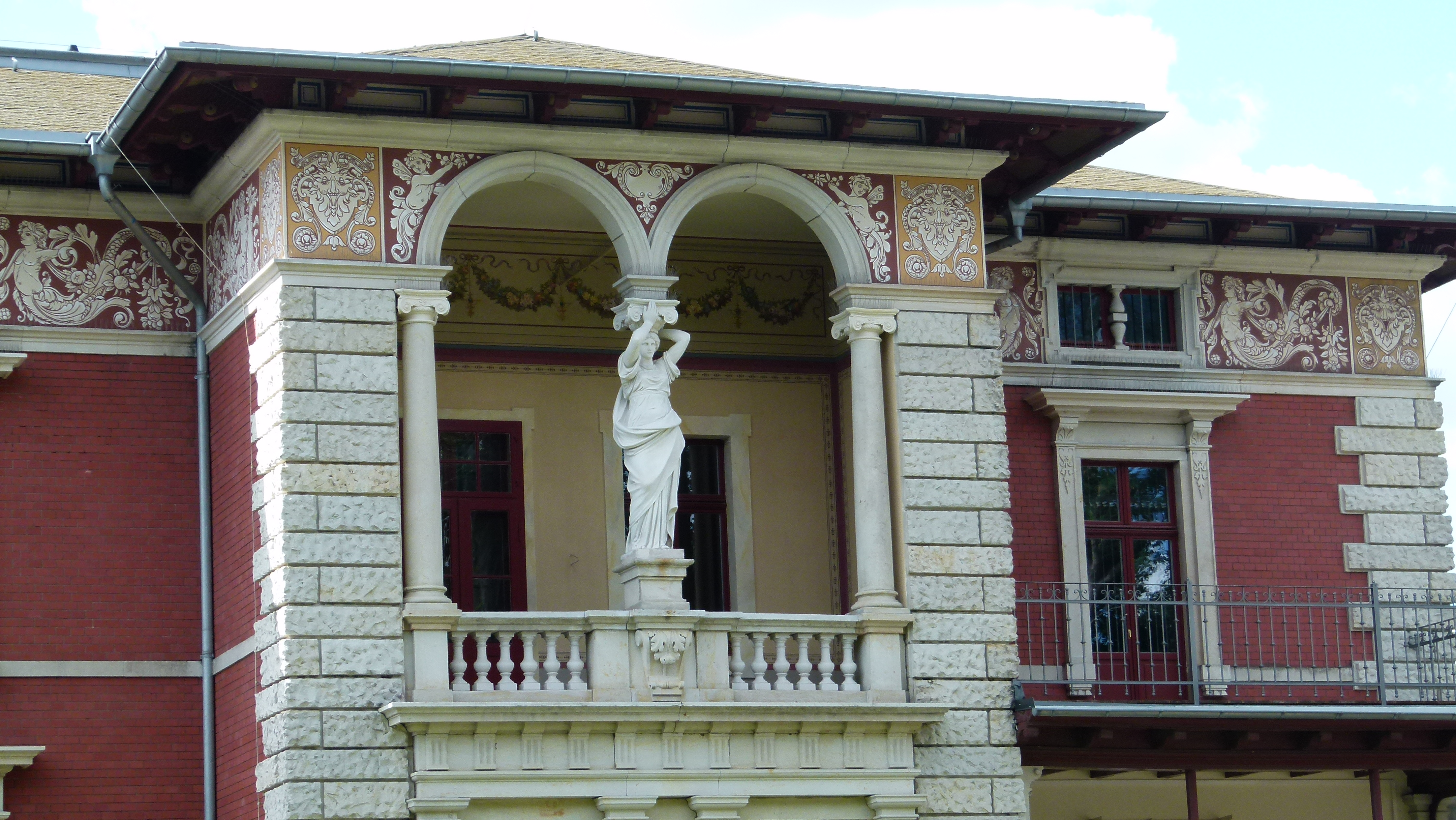
Teehaus: Details um die Loggia, mittig die Karyatide

Die Radebeuler Baufirma F. W. Eisold errichtete 1889 die Fabrikantenvilla für Otto E. Weber etwas zurückgelegen neben seiner Fabrik an der Meißner Straße, inmitten des Radebeuler Fabrikbezirks. Das zweigeschossige Gebäude mit Mezzaningeschoss hat ein flach geneigtes, abgeplattetes Dach sowie einen Mittelrisalit. Die sich darin befindliche Loggia wird zur Straße von zwei Rundbogen abgeschlossen, die durch zwei Säulen sowie eine Karyatide getragen werden.
Da Weber einmal wöchentlich für Freunde und Bekannte eine „Theegesellschaft“ in seiner Villa veranstaltete, erhielt sein gastliches Haus den Namen Teehaus, Namensgeber für die spätere Benennung der heutigen Produktionsfirma.
1910 erfolgte die Einfriedung von Villa und Fabrik durch den Radebeuler Baumeister Johannes Eisold mittels eines schmiedeeisernen Gitters zwischen Backsteinpfeilern. Nach dem Tod Webers 1914 wurde sein Ruhesitz Bestandteil der Firmengebäude.
1937 wurde die Villa mit dem Unternehmen zusammen „arisiert“. Nach dem Zweiten Weltkrieg wurden Betrieb und Villa enteignet.
Heute noch sind die Raumdisposition sowie viele Details im Inneren im Originalzustand erhalten. An zwei Tagen der Woche findet in der auch heute noch zum Betrieb gehörenden Villa der Werksverkauf statt.
Im Jahr 2011 wurden die Fassaden abgewaschen und instand gesetzt. Dabei wurde die Drempelmalerei zur Straße hin restauriert, während sie auf den anderen drei Seiten rekonstruiert wurde.